# Берёзовка (Александрийский район)
Берёзовка (укр. Березівка) — село в Приютовской поселковой общине Александрийского района Кировоградской области Украины. Село стоит у реки Березовец.
Население по переписи 2001 года составляло 587 человек. Телефонный код — 5235. Код КОАТУУ — 3520386202.
Северо-восточнее села находится Константиновский угольный разрез — недействующий угольный карьер.